# رجل السرطان (اختلال ضال)
«رجل السرطان» (بالإنجليزية: Cancer Man)‏ هي الحلقة الرابعة للموسم الأول من مسلسل إيه إم سي التلفزيوني الدرامي اختلال ضال. كتبها فينس غيليغان وأخرجها جيم مكاي، بُثَّ على إيه إم سي في الولايات المتحدة وكندا في 17 فبراير 2008.

## وصلات خارجية
- «رجل السرطان» على إيه إم سي (بالإنجليزية)
- «رجل السرطان» على قاعدة بيانات الأفلام على الإنترنت (بالإنجليزية)